# Monica Dominique

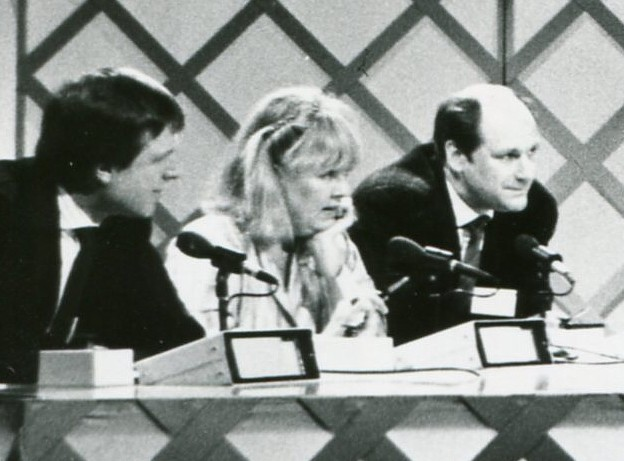
Monica Dominique med Tommy Engstrand (till vänster) och Tomas Bolme i TV-programmet Babbel 1986

Monica Anita Elisabeth Dominique, född Danielsson den 20 juli 1940 i Västerås, är en svensk pianist, kompositör, arrangör, kapellmästare, revyartist och skådespelare.
Monica Dominique blev 2016 invald i Swedish Music Hall of Fame.

## Biografi
Monica Dominique är utbildad vid Musikhögskolan i Stockholm där hon bland annat studerade klassiskt pianospel för Greta Erikson och tog examen som musikdirektör och pianopedagog. Som pianist har hon därefter ägnat sig åt olika genrer men kanske främst jazz. Hon spelar även klassisk musik, ofta fyrhändigt med maken Carl-Axel Dominique. Hon var, tillsammans med bland andra sin man och Tommy Körberg, medlem i musikgruppen Solar Plexus. Åren 1967–69 var hon även medlem i sånggruppen Gals and Pals. Hon medverkade i Hans Alfredsons och Tage Danielssons revy Spader, Madame!.
Som kompositör har hon haft en mängd olika uppdrag, allt från att skriva teater- och filmmusik till signaturmelodier för radio och TV. Hennes mest spelade komposition är förra signaturmelodin till nyhetsprogrammet Rapport. Hon har också skrivit musiken till låten Tillägnan, samt tillsammans med Carl-Axel Dominique melodifestivalvinnaren 1973, Sommar'n som aldrig säger nej. Båda låtarna fick sina texter av poeten Lars Forssell. Hösten 2008 var det premiär för hennes opera Silosång med libretto av Fanny Danielsson.
Dominique har vid sidan av musiken också visat sin talang som komedienne. Hon medverkade i TV-farsen Räkan från Maxim 1980, spelade rollen som Salmonella i musikalen Spök 1982, visade prov på sitt lekfulla kroppsspråk i TV-underhållningen Gäster med gester från 1984 och framåt och som en av programledarna i Zick Zack, som sändes 1988. Hon har också gjort filmroller, bland annat i Lasse Åbergs Repmånad 1979 och Claes Erikssons Monopol 1996. Hon medverkade i TV-programmet Stjärnorna på slottet 2010–2011. Under våren 2017 var hon en av deltagarna i Kulturfrågan Kontrapunkt, som sändes på SVT1. Monica Dominique porträtterades och berättade 2023 i en öppenhjärtig intervju i tidskriften Jazz om sin karriär.
Hon är livet ut garanterad en inkomst på minst fem prisbasbelopp (ca 214 000 kr år 2009) per år genom den statliga inkomstgarantin för konstnärer.

## Familj
Monica Dominique är syster till basisten Palle Danielsson. Tillsammans med Carl-Axel Dominique, som hon är gift med sedan 1961, har hon tre söner av vilka två arbetar professionellt med musik: Jonas Dominique, född 1964, som är dirigent och kontrabasist, och Joakim Dominique, född 1966, som är sångare, multiinstrumentalist och pedagog.

## Priser och utmärkelser
- 1984 – Spelmannen[16]
- 1994 – Evert Taube-stipendiet[17]
- 2004 – Stockholms stads hederspris[18]
- 2008 – Medaljen för tonkonstens främjande[19]
- 2011 – H.M. Konungens medalj, 8:e storleken i Serafimerordens band[20]
- 2014 – Musikförläggarnas hederspris[21]
- 2015 – Monica Zetterlund-stipendiet[22]
- 2016 – Invald i Swedish Music Hall of Fame[23]
- 2016 – Olle Adolphsons minnespris[24]
- 2016 – Guldkatten[25]

## Diskografi
- 1988 – Inside the Rainbow
- 1996 – En flygel – fyra händer med Carl-Axel Dominique
- 1997 – So Nice med Carol Rogers
- 2000 – Mitt i mej
- 2003 – Bird Woman (Monica Dominique Quintet)
- 2004 – Säg vad ni vill… men först kommer käket med Monica Nielsen
- 2006 – Jösses flickor – Återkomsten
- 2009 – Monica & Monica tolkar Beppe, Olle, Allan med Monica Nielsen
- 2011 – Fingers Unlimited med Carl-Axel Dominique
- 2012 – Togetherness med Palle Danielsson
- 2015 – Girl Talk med DLB-dominique lakin bådal, Monica Dominique (Hammond), Rigmor Bådal (bas) och Justina Lakin (trummor)

## Filmografi
- 1973 – Kvartetten som sprängdes (TV-serie)
- 1979 – Repmånad
- 1979 – Linus eller Tegelhusets hemlighet
- 1980 – Räkan från Maxim (TV)
- 1981 – Höjdhoppar'n
- 1982 – Gräsänklingar
- 1990 – Macken – Roy's & Roger's Bilservice
- 1996 – Monopol

## Filmmusik
- 1970 – Förpassad
- 1970 – Jänken
- 1980 – Kärleken
- 1983 – Med Lill-Klas i kappsäcken
- 1991 – Sanna kvinnor
- 1996 – Alla dagar, alla nätter

## Teaterroller (ej komplett)
| År   | Roll          | Produktion                                                                    | Regi            | Teater        |
| ---- | ------------- | ----------------------------------------------------------------------------- | --------------- | ------------- |
| 1961 |               | Alltsedan Adam och Eva Poul Sørensen och Erik Fiehn                           | Egon Larsson    | Scalateatern  |
| 1969 | Lotten Hurtig | Spader, Madame! eller Lugubert sa Schubert Hans Alfredson och Tage Danielsson | Tage Danielsson | Oscarsteatern |
| 1994 | Medverkande   | Den stora kicken, revy                                                        | Ulf Eklund      | Vasateatern   |
| 2008 | Medverkande   | Snurra min jord, hyllningsföreställning till Lars Forssell                    | Lars Löfgren    | Vasateatern   |